# Fruittella
Le Fruittella sono delle caramelle morbide alla frutta distribuite dalla Perfetti Van Melle.

## Storia
Le caramelle Fruittella furono inventate nel 1951 da un produttore di caramelle di Cracovia, in Polonia. I fratelli Van Melle ne acquisirono i diritti e lanciarono sul mercato olandese le Fruittella nello stesso anno. In seguito il prodotto fu commercializzato in quasi tutto il mondo, diventando uno dei prodotti più celebri dell'azienda. In Italia per diverso tempo la Fruittella fu distribuita dalla Perugina.

## Promozione
Negli anni novanta in diversi paesi europei la campagna pubblicitaria utilizzò il brano musicale I'm Too Sexy dei Right Said Fred, cambiando il testo in I'm Too Juicy (in italiano Sono troppo succosa). Nello stesso periodo invece, in Italia fu riadattato il testo del brano Il capello di Edoardo Vianello. I versi della canzone Non è un capello, ma un crine di cavallo..., furono cambiati in Non è una gomma, non è una caramella, allora che cosè? Fruittella!

## Varianti
Attualmente vengono prodotte numerose varianti della Fruittella. Sono state infatti lanciate sul mercato caramelle di diversi gusti, molti dei quali anche non strettamente legati alla frutta, come cioccolato, caramello o liquirizia. Inoltre sono state introdotte sul mercato versioni senza zucchero, con forme differenti, gommose o ripiene.